# PEARL Operating System
PEARL Operating System (POS) ist ein Echtzeit-Betriebssystem für industrielle Anwendungen, das zwischen 1975 und 1995 von der Firma Brown, Boveri & Cie (BBC) entwickelt und vertrieben wurde.

## Verwendung
Das System wurde auf PDP-11-Rechnern der Firma Digital Equipment Corporation eingesetzt, es war vollständig in MACRO-11 Assembler kodiert. Auf diesem Betriebssystem lief das BBC-Leitsystem BECOS28 (oder auch B28 genannt) für die Steuerung und Überwachung von Elektro-, Gas-, Fernwärme- oder Wasserprozessen.